# Kipling (Saskatchewan)
Kipling es un pueblo canadiense situado en la provincia de Saskatchewan.

## Superficie
Kipling tiene una superficie de 2,55 km².

## Demografía
En 2021, tenía 1076 habitantes, una densidad poblacional de 421,9 hab./km², y 523 viviendas.